# Єрмакова (Слободо-Туринський район)
Єрмако́ва (рос. Ермакова) — присілок у складі Слободо-Туринського району Свердловської області. Входить до складу Усть-Ніцинського сільського поселення.
Населення — 280 осіб (2010, 316 у 2002).
Національний склад населення станом на 2002 рік: росіяни — 98 %.